# Un curso de milagros
Un curso de milagros (también referido como UCDM) es un libro sobre espiritualidad escrito por la psicóloga Helen Schucman, publicado en 1976. Es un plan de estudios que guía al lector en el "camino de la Iluminación y en el regreso a casa en Dios". Realza la importancia del "milagro del perdón" como la herramienta a través de la cual "trascendemos el mundo" y "nos reencontramos con Dios". La premisa subyacente es que el mayor «milagro» consiste en lograr plena «conciencia de la presencia del amor» en la propia vida.
El curso consta de cuatro secciones: el «Texto», «Libro de ejercicios», «Manual para el Maestro», y los suplementos «Psicoterapia» y el «Canto de la oración». Las primeras secciones fueron escritas entre 1965 y 1972; se distribuyó en parte mediante fotocopias antes de que la Fundación para la Paz Interior publicara una edición en tapa dura en 1976.
Los derechos de autor y las marcas registradas, que habían sido propiedad de dos fundaciones, fueron revocados en 2004 después de un largo litigio, porque las primeras versiones se habían distribuido sin un aviso de derechos de autor.
En 1992 salió la primera traducción oficial de UCDM al español realizada por Rosa María Wynn y Fernando Gómez. Luego le siguió la traducción al hebreo. Hoy UCDM está traducido a más de 27 idiomas. El suplemento salió en castellano en 2006, y en 2018 salió la edición completa, revisada y combinada en tapa gruesa y blanda.
Rosa María Wynn escribió su libro El aprendiz impecable y el libro Perlas de sabiduría que es una recopilación de los comentarios inspirados por ella y que hiciera su aprendiz Lisbeth Palmar de Adrianza.

## Orígenes
Un curso de milagros fue escrito como una colaboración entre Schucman y William («Bill») Thetford. En 1958 Schucman comenzó su carrera profesional en el Columbia-Presbyterian Medical Center de Nueva York como investigadora asociada de Thetford. En la primavera de 1965, en un momento en que sus reuniones semanales de oficina se habían vuelto tan polémicas que ambos las temían, Thetford sugirió a Schucman que «debe haber otra manera».
Schucman creía que esta interacción actuaba como un estímulo, desencadenando una serie de experiencias internas que ella entendía como visiones, sueños e imágenes elevadas, junto con una «voz interior» Dijo que el 21 de octubre de 1965, una voz interior le dijo: «Este es un curso de milagros, por favor toma notas».  Schucman dijo que la escritura la hizo sentir muy incómoda, aunque nunca se le ocurrió seriamente dejar de hacerlo. Al día siguiente, explicó los eventos de su «toma de notas» a Thetford. Para su sorpresa, Thetford la animó a continuar el proceso. También se ofreció a ayudarla a escribir sus notas mientras se las leía. La transcripción del día siguiente se repitió regularmente durante muchos años. En 1972, se completó el dictado de las tres secciones principales del curso, con algunos dictados menores adicionales después de ese punto.

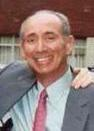
Kenneth Wapnick ayudó a editar el libro y fundó la Fundación para Un Curso De Milagros

El padre Benedicto Groeschel, un sacerdote católico que había estudiado con Thetford y trabajado con Schucman, presentó a Kenneth Wapnick a Schucman y Thetford en noviembre de 1972. Groeschel recibió una copia del manuscrito de UCDM en 1973 y fue instruido por Schucman para no distribuirlo; sin embargo, con el permiso de Schucman, lo puso a disposición de Wapnick. Wapnick revisó el borrador y discutió con Schucman y Thetford otras revisiones que consideró necesarias para publicar el libro. Thetford tomó algunas decisiones editoriales más sobre la sección «Principios de los milagros», y poco después optó por retirarse de la participación directa. Wapnick y Schucman eliminaron el material personal aparentemente dirigido sólo a Schucman y Thetford, crearon encabezados de capítulos y secciones y corrigieron varias inconsistencias en la estructura de los párrafos, la puntuación y las mayúsculas.
El proceso de edición se completó en febrero de 1975. Posteriormente, Wapnick se convirtió en profesor de UCDM, cofundador y presidente de la Fundación para Un Curso De Milagros (FACIM), y director y miembro del comité ejecutivo de la Fundación para la Paz Interior (FIP). 

## Contenido
El contenido de Un curso de milagros se presenta en las tres secciones «Texto», «Libro de Ejercicios» y «Manual para el Maestro»: 
- La sección «Texto» presenta un sistema de pensamiento sobre la verdad y la ilusión en dos niveles: 
  - Establece que todo lo que involucra tiempo, espacio y percepción es ilusorio. Presenta un monismo que establece que Dios es la única verdad y realidad: perfecta, inalterable, inmutable, que extiende solo el amor, aunque no en el tiempo y el espacio, que no puede ser realmente comprendido desde una perspectiva dualista. La teoría afirma además que toda vida tal como la percibimos es en realidad una vida (porque Dios tiene un solo hijo, a veces llamado filiación colectiva), soñando con la separación y la fragmentación. Afirma que la eternidad está fuera del tiempo y el espacio y que este sueño nunca ocurrió en la realidad y que «ya terminó», aunque no la percepción (ilusoria). Al abordar la cuestión de cómo un sueño tan ilusorio podría surgir de un Dios perfecto e inmutable, el Curso afirma que hacer esa pregunta es presumir que el sueño espacio-temporal es real, lo que dice que no lo es. Un curso de milagros afirma que pensar que existimos como individuos es el error fundamental. Sin embargo, dado que nos experimentamos a nosotros mismos en el tiempo y el espacio, al leer estas páginas, el curso presenta su sistema de pensamiento en un segundo nivel:
  - El nivel de espacio-tiempo, o nivel perceptivo, que se conoce como «el sueño"». Un curso de milagros afirma que este nivel fue realizado por el «Hijo dormido» como un ataque contra Dios. Además, el «Hijo» es considerado no solo como Jesús, sino como toda la vida colectiva. En este sueño espacio-temporal, la percepción se alimenta continuamente de lo que se originó: separación, juicio y ataque. Esto resulta en lo que el Curso llama el ciclo «pecado-culpa-miedo»: pecamos rechazando a Dios y creando un universo de espacio-tiempo (el Big Bang ); esto da como resultado la culpa por nuestro rechazo de nuestro Creador y el consiguiente temor a la ira de Dios. El «pecado-culpa-miedo» se describe como demasiado horrendo para enfrentarlo y, por lo tanto, se proyecta posteriormente, de modo que para el Homo sapiens parece que el mal está en todas partes, excepto en sí mismo. El mundo se convierte en un lugar amenazante, en el que nacemos solo para temer, luchar y morir. El pensamiento que mantiene este proceso en marcha se conoce como «ego» o «la mente equivocada». Un curso de milagros concluye que la felicidad no se puede encontrar en la vida terrenal en el espacio-tiempo, e insta al lector a no suicidarse, sino más bien a hacer que una mente fundamental cambie de «condena por miedo» (falta de atención) a «perdón-fuera-del-amor» (atención plena), ya que nuestra «mente correcta» está fuera del espacio de tiempo y no puede ser dañada por los ataques mundanos. Según el curso, ver «el rostro de Cristo» en todos los seres vivos es la forma de «aceptar la Expiación» y finalmente despertar del sueño y regresar a la eternidad de Dios. En definitiva, esto significa el fin de la individualidad y del ego. En este sentido, existen paralelos con el concepto indio de karma y el Bhagavad Gita, con el que Helen Schucman informa que no estaba familiarizada, aunque sí lo estaba William Thetford. La filosofía básica del Curso podría describirse como Vedanta como vestimenta cristiana y puede verse en la misma tradición que otros pensamientos religiosos y filosóficos estadounidenses con influencia oriental, como el de Ralph Waldo Emerson, Mary Baker Eddy y Joel S. Goldsmith.
- La sección «Libro de ejercicios» presenta 365 lecciones, una para cada día del año, que pretenden reacondicionar la mente del estudiante desde la «condena-fuera-del-miedo» hasta el «perdón-fuera-del-amor». Un curso de milagros define «milagro» como la elección consciente de hacer que la mente cambie, incluyendo sus efectos no observables en las mentes de los demás. [cita requerida]  Las lecciones del libro de ejercicios intentan entrenar al lector a ver la unidad en todos los seres vivos durante un tiempo cada vez mayor del día. Las lecciones apuntan a convencer por experiencia. El mensaje central del «Libro de ejercicios» es que, para perdonarse a sí mismo por completo, una persona debe (a) perdonar a todos los seres vivos, y (b) hacerlo por instrucción del Espíritu Santo (es decir, la «Voz de Dios», «mente sana», «Maestro interno» o «intuición»). Al final, después de un año, el libro de ejercicios afirma que es «un comienzo, no un final». [cita requerida]
- El «Manual para el maestro» es una colección de preguntas y respuestas. Su objetivo es motivar al lector a convertirse en un «maestro de Dios»: un ser humano que vive en el tiempo y en el espacio, pero al mismo tiempo ve la unidad en todo, deja de lado todos los intereses individuales y separados y se guía completamente por la voz del Espíritu Santo. [cita requerida]
- En la tercera edición se agregaron las dos secciones «Psicoterapia» y «La canción de oración». Tratan los paralelismos con la psicoterapia actual y el significado de la oración, respectivamente. [cita requerida]

## Fundación para la Paz Interior y otras ediciones
La Fundación para la Paz Interior (FIP), creada únicamente para publicar Un curso de milagros, publicó una edición limitada de 300 ejemplares de las tres primeras secciones del libro. En junio de 1976, la FIP publicó las tres primeras secciones de UCDM como tres volúmenes de tapa dura en una tirada de 5.000 ejemplares, junto con la publicación del folleto suplementario Psicología: propósito, proceso, práctica.  
En 1985, la FIP comenzó a publicar un solo volumen de tapa blanda que contenía las tres secciones. En 1992, la FIP publicó una segunda edición de tapa dura. Esta revisión añadió algún contenido editorial y un sistema de numeración de versos, así como una sección de «Aclaración de términos». En esta época, La Fundación para la Paz Interior también publicó el suplemento del folleto de la Canción de oración.[cita requerida]
En octubre de 2004, una prolongada batalla sobre los derechos de autor de Un Curso De Milagros terminó con una decisión que puso el trabajo en el dominio público. [cita requerida]
En enero de 2006, Course in Miracles Society, una organización sin fines de lucro establecida en Omaha, Nebraska, publicó A Course in Miracles-Original Edition (ACIM OE), que es el manuscrito de 1972 completado por Helen Schucman y Bill Thetford. [cita requerida]
En agosto de 2017, el Círculo de Expiación publicó A Course in Miracles: Complete and Annotated Edition, que contiene el material original que Helen Schucman escribió hasta 1972, antes de la edición de la Fundación para la Paz Interior. [cita requerida]

## Recepción
Desde que salió a la venta en 1976, el texto ha sido traducido a 22 idiomas. El libro se distribuye a nivel mundial, generando una gama de grupos organizados.
Wapnick dijo que «si la Biblia fuera considerada literalmente verdadera, entonces (desde el punto de vista de un literalista bíblico) el Curso tendría que ser visto como inspirado demoníacamente». Aunque amigo de Schucman, Thetford y Wapnick, el sacerdote católico Benedict Groeschel ha criticado a UCDM y organizaciones relacionadas. Al encontrar que algunos elementos de UCDM son «distorsiones severas y potencialmente peligrosas de la teología cristiana», escribió que es «un buen ejemplo de una falsa revelación» y que se ha «convertido en una amenaza espiritual para muchos"». El editor evangélico Elliot Miller dice que la terminología cristiana empleada en UCDM está «completamente redefinida» para parecerse a las enseñanzas de la Nueva Era. Otros críticos cristianos dicen que el UCDM es «intensamente anti-bíblico» e incompatible con el cristianismo, desdibujando la distinción entre creador y creado y apoyando enérgicamente la visión del mundo oculto y de la Nueva Era.
Olav Hammer localiza Un curso de milagros en una tradición de obras que abarca desde las de Madame Blavatsky hasta las obras de Rudolf Steiner, y observa estrechos paralelos entre la ciencia Cristiana y las enseñanzas del Curso. Alternativamente, puede verse más ampliamente como parte de la tradición de la literatura mística descrita en Las variedades de la experiencia religiosa de William James y La filosofía perenne de Aldous Huxley. Simon J Joseph describe claramente la relación entre el curso y el pensamiento gnóstico. Daren Kemp también considera que UCDM es neo-gnóstico.
El escéptico Robert T. Carroll criticó a UCDM como «una industria menor» que se comercializa en exceso y la caracteriza como «el cristianismo mejorado». Carroll dijo que las enseñanzas no son originales y sugirió que fueron seleccionadas de «varias fuentes, este y oeste».

## Trabajos asociados
Dos obras han sido descritas como lecturas complementarias de Un curso de milagros: La desaparición del universo (2003) de Gary Renard y Volver al amor (1992) de Marianne Williamson. Publishers Weekly informó que el examen de Renard de Un Curso De Milagros influyó en su libro.